# Gneo Pompeo il Giovane
Gneo Pompeo (lat. Gnaeus Pompeius), noto anche come Pompeo il Giovane (Roma, 75 a.C. circa – 12 aprile 45 a.C.) è stato un generale romano della tarda Repubblica romana, primogenito di Gneo Pompeo Magno, il triumviro prima alleato e poi avversario di Cesare.

## Biografia
Gneo Pompeo era il figlio maggiore di Pompeo Magno e della sua terza moglie Mucia Terzia. Aveva una sorella e un fratello minori, Pompea e Sesto. Sia lui che il fratello minore Sesto crebbero all'ombra del padre; questi era uno dei migliori comandanti di Roma e, quando il padre fu impegnato nella spedizione contro i pirati del 67 a.C., il giovane lo accompagnò, anche se allora doveva essere troppo giovane per aver preso parte alla guerra. Quando Cesare passò il Rubicone nel 49 a.C., dando così inizio alla guerra civile, Gneo seguì il padre nella loro fuga verso oriente, come fece la maggior parte degli Ottimati. Fu inviato ad Alessandria con l'incarico di ottenere navi e truppe per il padre; dopo aver procurato una flotta egiziana di cinquanta navi, nel 48 a.C. si unì allo squadra navale che stava navigando nel mare Adriatico. Qui riuscì a catturare diverse navi di Cesare al largo di Orico, l'odierna Paleocastro in Albania, presso la baia di Valona, poi tentò di occupare la città ma venne ferito. 
Si diresse quindi verso Brindisi ma non riuscì nell'impresa di occuparla.
Dopo la sconfitta del padre nella battaglia di Farsalo del 9 agosto del 48 a.C., la fuga in Egitto e l'assassinio il 29 settembre dello stesso anno, il giovane Gneo fu abbandonato dalla flotta egiziana da lui comandata e dovette cercare rifugio nell'isola di Corcira, dove si erano rifugiati molti dei nobili romani sopravvissuti alla battaglia. Qui sostenne che, dato che detenevano il controllo del mare, non dovessero disperare del successo finale; ma la sua opinione non ottenne il successo sperato, anzi lo stesso Cicerone raccomandò la resa al vincitore e per questa proposta Gneo lo aggredì e quasi stava per ucciderlo.
Sulla via per la provincia d'Africa, dove gli Ottimati avevano radunato un grande esercito sotto la guida di Catone e di Quinto Cecilio Metello Pio Scipione Nasica, apprese dal fratello Sesto della morte del padre. Tuttavia non rimase a lungo in Africa, ma nel corso dello stesso 47 a.C. salpò per la Spagna, così da assicurare quelle province al suo partito, e per mezzo degli amici e dei clienti di suo padre, e anche per radunare truppe che potessero aiutare gli Ottimati in Africa.
Ma Gneo impiegò parecchio tempo prima di giungere in Spagna: prima assediò senza successo la città di Ascurum in Mauritania, poi si impossessò di alcune isole al largo della costa spagnola. In questo modo sbarcò sulla terraferma spagnola solo nel 46 a.C. e poco dopo fu raggiunto dal fratello Sesto e da altri pompeiani, fuggiti dall'Africa dopo la loro sconfitta a Tapso. In breve tempo ebbe il comando di tredici legioni. Cesare inviò contro di lui il suo legato Gaio Didio, e verso la fine dell'anno lo seguì. La guerra si concluse con la battaglia di Munda, combattuta il 17 marzo 45 a.C., in cui Cesare sconfisse completamente i pompeiani. Fu però la battaglia più cruenta di tutta la guerra civile: in principio fu uno scontro equilibrato, ma alla fine una carica della cavalleria di Cesare cambiò la situazione a suo favore. Nel corso della battaglia e nella fuga che ne seguì morirono Tito Labieno insieme a circa 30.000 pompeiani.

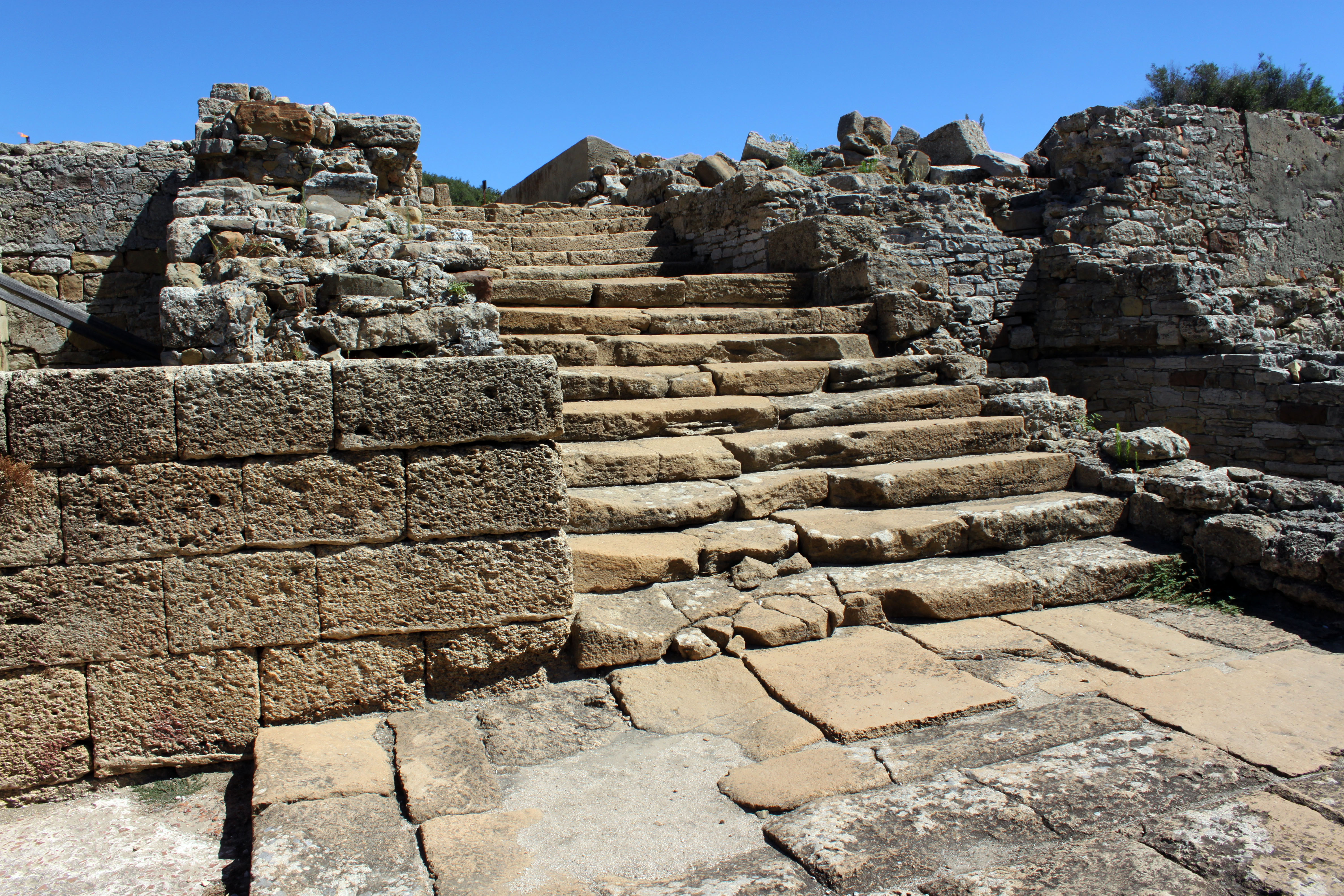
Il foro romano di Carteia

Gneo stesso riuscì a fuggire con una grave ferita verso la città di Carteia, locata sulla costa fra Gibilterra e Algeciras. Qui si imbarcò e salpò con una squadra di venti navi, ma essendo stato costretto a tornare e sbarcare per aver trascurato di rifornirsi di acqua, fu sorpreso da Didio, che era salpato da Gades con una flotta. Le navi di Gneo furono distrutte e lui stesso fu obbligato a trovare rifugio nell'interno del paese. Ma non riuscì a restare nascosto a lungo: le truppe inviate all'inseguimento lo raggiunsero vicino a Lauron e lo misero a morte. La sua testa fu mozzata e portata a Cesare, che la fece esporre al pubblico nella città di Hispalis, l'odierna Siviglia, affinché non ci fossero dubbi sulla sua morte. Suo fratello Sesto Pompeo riuscì invece a sfuggire ai suoi nemici e sopravvisse al fratello maggiore per alcuni anni.
Pompeo era sposato con Claudia Pulcra, sorella della prima moglie di Marco Giunio Bruto, e non ebbe figli.